# Буковац (Градишка)
Буковац је насељено мјесто на подручју града Градишка, Република Српска, БиХ. Према попису становништва из 1991. у насељу је живјело 349 становника.

## Становништво
Према попису становништва из 1991. године, мјесто је имало 349 становника.
| Демографија | Демографија | Демографија |
| Година      | Становника  | Становника  |
| ----------- | ----------- | ----------- |
| 1961.       | 247         |             |
| 1971.       | 247         |             |
| 1981.       | 272         |             |
| 1991.       | 349         |             |